# Medailové pořadí na Zimních olympijských hrách 1984
Toto je medailové pořadí zemí na Zimních olympijských hrách 1984, které se konaly v Sarajevu v Jugoslávii od 8. února 1984 do 19. února 1984. Těchto her se zúčastnilo 1272 sportovců ze 49 zemí v 39 disciplínách v 6 sportech.

## Počet medailí
Toto je kompletní tabulka počtu medailí udělených na Zimních olympijských hrách 1984 podle údajů Mezinárodního olympijského výboru.
| Pořadí | Země                                 | Zlato | Stříbro | Bronz | Celkem |
| ------ | ------------------------------------ | ----- | ------- | ----- | ------ |
| 1      | Německá demokratická republika (GDR) | 9     | 9       | 6     | 24     |
| 2      | Sovětský svaz (URS)                  | 6     | 10      | 9     | 25     |
| 3      | Spojené státy americké (USA)         | 4     | 4       | 0     | 8      |
| 4      | Finsko (FIN)                         | 4     | 3       | 6     | 13     |
| 5      | Švédsko (SWE)                        | 4     | 2       | 2     | 8      |
| 6      | Norsko (NOR)                         | 3     | 2       | 4     | 9      |
| 7      | Švýcarsko (SUI)                      | 2     | 2       | 1     | 5      |
| 8      | Kanada (CAN)                         | 2     | 1       | 1     | 4      |
| 8      | Západní Německo (FRG)                | 2     | 1       | 1     | 4      |
| 10     | Itálie (ITA)                         | 2     | 0       | 0     | 2      |
| 11     | Velká Británie (GBR)                 | 1     | 0       | 0     | 1      |
| 12     | Československo (TCH)                 | 0     | 2       | 4     | 6      |
| 13     | Francie (FRA)                        | 0     | 1       | 2     | 3      |
| 14     | Japonsko (JPN)                       | 0     | 1       | 0     | 1      |
| 14     | Jugoslávie (YUG)                     | 0     | 1       | 0     | 1      |
| 16     | Lichtenštejnsko (LIE)                | 0     | 0       | 2     | 2      |
| 17     | Rakousko (AUT)                       | 0     | 0       | 1     | 1      |
| Celkem | Celkem                               | 39    | 39      | 39    | 117    |